# Brian Bellows
Brian Bellows (Kanada, Ontario, St. Catharines, 1964. szeptember 1. –) Stanley-kupa-győztes kanadai válogatott jégkorongozó.

## Karrier
Komolyabb junior karrierjét az OHL-es Kitchener Rangersben kezdte. Már az első szezonban meglátszott tehetsége mert 66 mérkőzésen 116 pontot szerzett. Ebben az évben bejutott a csapattal a Memorial-kupa döntőjébe de ott alul maradtak a Cornwall Royalsszal szemben. A következő évében csak 47 mérkőzést játszott de ekkoris szerzett 97 pontot és ebben az évben már elhódította a Memorial-kupát. Az 1982-es NHL-drafton a Minnesota North Stars választotta ki a második helyen az első körben (csak Gord Kluzak előzte meg). Tíz szezont játszott a North Starsszal és 342 gólt ütött 753 mérkőzésen, ami rekord és 55 gólos szezonja volt 1989–1990-ben, ami szintén rekord. Az 1991-es rájátszásban a csapatot 29 ponttal a nagydöntőbe vezette, de ott a Pittsburgh Penguins megállította őket. 1984 január és májusa között ideiglenes csapatkapitány volt 19 évesen és 4 hónaposan, ami a legfiatalabbnak számít az NHL-ben. 1992-ben átszerződött a Montréal Canadiensbe, ahol az első szezonjában felért a csúcsra mert megnyerte a csapattal a Stanley-kupát. 1995-ben elcserélték a Tampa Bay Lightningba, ahol 1996. november 19-ig volt kerettag mert ekkor a Mighty Ducks of Anaheimbe került 62 mérkőzés erejéig. Ezután 1997–1998-ban átment Európába a Berlin Capitalsba és 1998. március 21-én a Washington Capitals szabadügynökként leigazolta, ahol még két idényt töltött majd 1999-ben visszavonult. 1998-ban a Washingtonnal bejutotott a Stanley-kupa döntőbe de ott kikaptak a Detroit Red Wings ellen.

## Nemzetközi szereplés
Első nemzetközi szereplése a kanadai válogatottban az 1984-es Kanada-kupa volt. Ebben az évben sikerült nyernie a válogatottnak Svédország ellen.  A következő világeseménye az 1987-es világbajnokság volt. Ekkor nem sikerült érmet nyerniük. Részt vett az 1989-es világbajnokságon is és a döntőben kikaptak a szovjetektől így csak ezüstérmesek lettek. Utoljára az 1990-es világbajnokságon vett részt és érem nélkül tért haza.

## Karrier statisztika
| 1980–1981           | Kitchener Rangers     | OHA                 | 66   | 49  | 67  | 116  | 23  | 16  | 14 | 13 | 27  | 13  |
| 1981–1982           | Kitchener Rangers     | OHL                 | 47   | 45  | 52  | 97   | 23  | 15  | 16 | 13 | 29  | 11  |
| 1982–1983           | Minnesota North Stars | NHL                 | 78   | 35  | 30  | 65   | 27  | 9   | 5  | 4  | 9   | 18  |
| 1983–1984           | Minnesota North Stars | NHL                 | 78   | 41  | 42  | 83   | 66  | 16  | 2  | 12 | 14  | 6   |
| 1984–1985           | Minnesota North Stars | NHL                 | 78   | 26  | 36  | 62   | 72  | 9   | 2  | 4  | 6   | 9   |
| 1985–1986           | Minnesota North Stars | NHL                 | 77   | 31  | 48  | 79   | 46  | 5   | 5  | 0  | 5   | 16  |
| 1986–1987           | Minnesota North Stars | NHL                 | 65   | 26  | 27  | 53   | 34  | —   | —  | —  | —   | —   |
| 1987–1988           | Minnesota North Stars | NHL                 | 77   | 40  | 41  | 81   | 81  | —   | —  | —  | —   | —   |
| 1988–1989           | Minnesota North Stars | NHL                 | 60   | 23  | 27  | 50   | 55  | 5   | 2  | 3  | 5   | 8   |
| 1989–1990           | Minnesota North Stars | NHL                 | 80   | 55  | 44  | 99   | 72  | 7   | 4  | 3  | 7   | 10  |
| 1990–1991           | Minnesota North Stars | NHL                 | 80   | 35  | 40  | 75   | 43  | 23  | 10 | 19 | 29  | 30  |
| 1991–1992           | Minnesota North Stars | NHL                 | 80   | 30  | 45  | 75   | 41  | 7   | 4  | 4  | 8   | 14  |
| 1992–1993           | Montréal Canadiens    | NHL                 | 82   | 40  | 48  | 88   | 44  | 18  | 6  | 9  | 15  | 18  |
| 1993–1994           | Montréal Canadiens    | NHL                 | 77   | 33  | 38  | 71   | 36  | 6   | 1  | 2  | 3   | 2   |
| 1994–1995           | Montréal Canadiens    | NHL                 | 41   | 8   | 8   | 16   | 8   | —   | —  | —  | —   | —   |
| 1995–1996           | Tampa Bay Lightning   | NHL                 | 79   | 23  | 26  | 49   | 39  | 6   | 2  | 0  | 2   | 4   |
| 1996–1997           | Tampa Bay Lightning   | NHL                 | 7    | 1   | 2   | 3    | 0   | —   | —  | —  | —   | —   |
| 1996–1997           | Anaheim Mighty Ducks  | NHL                 | 62   | 15  | 13  | 28   | 22  | 11  | 2  | 4  | 6   | 2   |
| 1997–1998           | Berlin Capitals       | DEL                 | 31   | 15  | 17  | 32   | 18  | —   | —  | —  | —   | —   |
| 1997–1998           | Washington Capitals   | NHL                 | 11   | 6   | 3   | 9    | 6   | 21  | 6  | 7  | 13  | 6   |
| 1998–1999           | Washington Capitals   | NHL                 | 76   | 17  | 19  | 36   | 26  | —   | —  | —  | —   | —   |
| OHA/OHL Összesített | OHA/OHL Összesített   | OHA/OHL Összesített | 113  | 94  | 119 | 213  | 46  | 31  | 30 | 26 | 56  | 24  |
| NHL Összesített     | NHL Összesített       | NHL Összesített     | 1188 | 485 | 537 | 1022 | 718 | 143 | 51 | 71 | 122 | 143 |

## Díjai
- Memorial-kupa Tournament All-Star Csapat: 1981
- OHL Első All-Star Csapat: 1982
- George Parsons-trófea: 1982
- J. Ross Robertson-kupa: 1981, 1982
- Memorial-kupa: 1982
- Kanada-kupa aranyérem: 1984
- Világbajnoki ezüstérem: 1989
- A világbajnokság legjobb csatára: 1989
- NHL Második All-Star Csapat: 1990
- NHL All-Star Gála: 1984, 1988, 1992
- Stanley-kupa: 1993